# 岩谷杜鹃
岩谷杜鹃（学名：Rhododendron rupivalleculatum）为杜鹃花科杜鹃花属下的一个种。

## 扩展阅读
- 維基物種上的相關：岩谷杜鹃